# ندى رحمي
ندى رحمي (بالإنجليزية: Nada Rahmi) ممثلة وإعلامية مصرية من مواليد الإسكندرية عام 1993. درست تمثيل واخراج في المعهد العالى للفنون المسرحية، ودرست في المعهد العالي للموسيقى «الكونسرفتوار» في القاهرة، وأيضا قالت عن نفسها: «أنا خريجة إعلام ولم يكن طموحي أن أكون مذيعة نظراً لوزني الزائد حينها، واعتبر التمثيل شغفي الأول، رغم أنني حققت قاعدة جماهيرية من كوني مُذيعة».
بدأت ظهورها في برنامج المسابقات «أرب كاستينج».

## أعمالها الإعلامية
تقديم برنامج «نفسنة» عام 2015.
تقديم برنامج «كلام ستات» عام 2018.

## أعمالها التمثيلية
مسلسل «عيون القلب» للمخرج محمد مصطفى عام 2015.
فيلم «فين قلبي» للمخرج إيهاب راضي عام 2017، قامت بدور فتاة الفنجان.
فيلم «سكر برة» للمخرج أحمد عبد الله صالح عام 2017، قامت بدور دينا الكموني.
مسلسل «النص التاني» للمخرج وائل فهمي عبد الحميد عام 2017، قامت بدور منى.
مسلسل «الزيبق» للمخرج وائل عبد الله عام 2017، قامت بدور هانيا / هنادي.
فيلم «نادي الرجال السري» للمخرج خالد الحلفاوي عام 2019، قامت بدور سلمى.

## وصلات خارجية
- ندى رحمي على موقع دهليز
- ندى رحمي على موقع السينما
- ندى رحمي على موقع IMDB
- ندى رحمي على موقع كاروهات
- نفسنة لقاء مع ندى رحمى على يوتيوب
- عن الفن وفقدان الوزن ودعم الأم.. حوار خاص مع الفنانة ندى رحمي (فقرة كاملة) على يوتيوب
- كلام ستات - ندى رحمي تنفعل على الهواء وترد باللهجة الإسكندراني على الانتقادات التي تتعرض لها على يوتيوب